# Kugrupaga River
Der Kugrupaga River ist ein 80 Kilometer langer Zufluss der Tschuktschensee auf der Seward-Halbinsel im Westen des US-Bundesstaats Alaska. 

## Verlauf
Der Kugrupaga River entspringt in einem Hügelland nördlich der York Mountains auf einer Höhe von etwa 150 m. Er durchfließt das Küstentiefland in nordwestlicher Richtung. Dabei bildet der Fluss zahlreiche teils enge Flussschlingen. Der Kugrupaga River mündet schließlich in das Kugrupaga Inlet, eine Bucht, die sich zu einer Lagune an der Westküste der Seward-Halbinsel hin öffnet, die wiederum durch einen Sandstreifen von der Tschuktschensee getrennt wird. Die letzten 47 Kilometer des Flusses liegen im Schutzgebiet Bering Land Bridge National Preserve.

## Einzugsgebiet
Das etwa 425 km² große Einzugsgebiet des Upkuarok Creek erstreckt sich über ein Küstentiefland im äußersten Westen der Seward-Halbinsel. Es grenzt im Norden an das Einzugsgebiet des Trout Creek, im Osten an das des Arctic River sowie im Süden und im Westen an das des Nuluk River.

## Name
Der Name stammt aus der Sprache der Eskimo und wurde 1901 von T. G. Gerdine vom U.S. Geological Survey (USGS) notiert.